# Balham Lake
Balham Lake är en sjö i Antarktis. Den ligger i Östantarktis. Nya Zeeland gör anspråk på området. Balham Lake ligger 959 meter över havet.